# Montecrestese
Montecrestese är en kommun i provinsen Verbano Cusio Ossola i regionen Piemonte i Italien. Kommunen hade 1 272 invånare (2018).